# غريغ هولست
غريغ هولست (بالإنجليزية: Greg Holst)‏ (و. 1954  م) هو لاعب هوكي الجليد كندي، ولد في مونتريال، مركز لعبه هو وسط ‏.

## روابط خارجية
- غريغ هولست على موقع دوري الهوكي الوطني (الإنجليزية)
- غريغ هولست على موقع EliteProspects.com (الإنجليزية)
- غريغ هولست على موقع Eurohockey.com (الإنجليزية)
- غريغ هولست على موقع HockeyDB.com (الإنجليزية)
- غريغ هولست على موقع Hockey-Reference.com (الإنجليزية)